# Odyn v kanoe
Odyn v kanoe (tiếng Ukraina: Один в каное, n.đ. 'Cô đơn trên chiếc ca nô') là một ban nhạc indie Ukraina được thành lập năm 2010 tại thành phố Lviv. Các thành viên của ban nhạc gồm có ca sĩ Iryna Volodymyrivna Shvaidak, nghệ sĩ guitar Ustym Pokhmurskyi và người chơi nhạc cụ gõ Ihor Dziykovskyi. Ban nhạc đã phát hành hai album cùng tên vào năm 2016 và 2021. Album đầu tay của ban nhạc được phát hành năm 2016. Ban nhạc cũng đã ra mắt hai đĩa đơn — "Ikony (Shistdesyatnykam)" (tiếng Ukraina: Ікони (Шістдесятникам), dịch "Icons (To the Sixtiers)") và "U mene nemaye domu" (tiếng Ukraina: У мене немає дому, dịch "I have no home"). Video âm nhạc của đĩa đơn thứ hai đồng thời là video âm nhạc đầu tay của ban nhạc.
Điểm nổi bật của "Odyn v kanoe" là cách họ kết hợp nhiều phong cách âm nhạc khác nhau, tạo nên phong cách độc đáo của riêng họ. Trong các sáng tác, thính giả có thể cảm nhận được những giai điệu dân ca, nhạc điện tử và cả nhạc ethno, khiến cho mỗi bản nhạc giống như một hành trình âm nhạc thực sự.

## Lịch sử

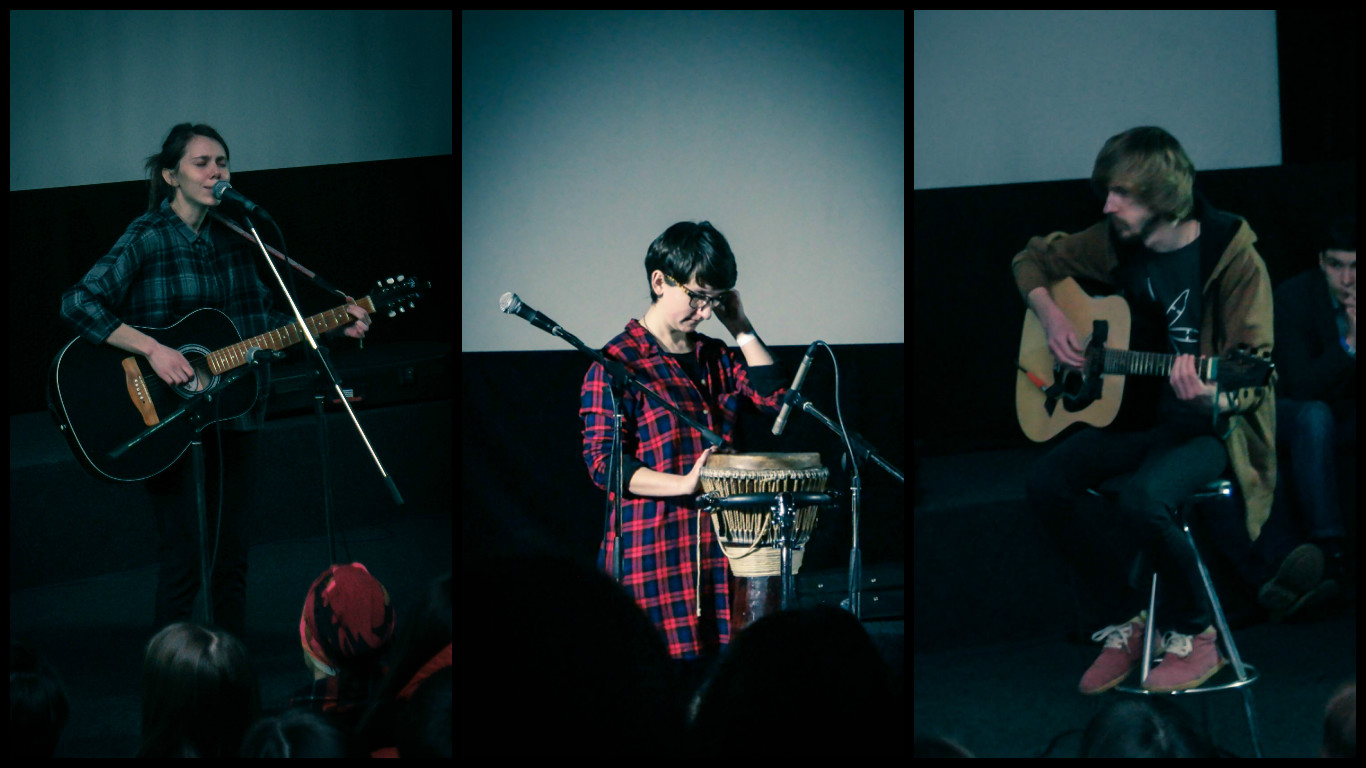
Ban nhạc trong chuyến lưu diễn toàn Ukraina tại Cherkasy, năm 2016.

Ban nhạc "Odyn v kanoe" được thành lập vào năm 2010 tại thành phố Lviv, vùng tây Ukraina. Các thành viên của ban nhạc ban đầu vốn là những người không quen biết nhau, cùng lập thành ban nhạc để cùng tập luyện. Ban nhạc có cơ cấu thành viên rất khác biệt, khi có tới 3 giọng ca chính, cũng như không có thành viên nào trong ban nhạc là nhạc sĩ chuyên nghiệp. Cơ cấu thành viên của ban nhạc thay đổi liên tục trong thời gian đầu mới thành lập. Phải đến khi Iryna Shvaidak và nghệ sĩ guitar Ustym Pokhmurskyі quyết định tách ra khỏi ban nhạc và Olena Davydenko trở thành thành viên mới, đội hình ổn định đầu tiên của "Odyn v kanoe" mới được hình thành.
Dần dần, ban nhạc bắt đầu tích cực tổ chức các chuyến lưu diễn và xuất hiện trên sân khấu của nhiều lễ hội âm nhạc khác nhau.
Từ năm 2014, "Odyn v kanoe" đã từ chối biểu diễn ở Nga khi quốc gia này tiến hành quá trình xâm lược đối với Ukraina.
Dù đã đạt được danh tiếng, mãi tận tới năm 2015, tất cả các thành viên của ban nhạc mới theo đuổi sự nghiệp âm nhạc chuyên nghiệp. "Odyn v kanoe" không có nghệ sĩ phụ trách sản xuất âm thanh hay đội ngũ hỗ trợ, mọi vấn đề về tổ chức đều do chính các nhạc sĩ đảm nhiệm.
Năm 2016, ban nhạc đã phát hành album phòng thu cùng tên đầu tiên, bao gồm 25 bài hát. Album được thu âm tại thành phố Dnipro. Ban nhạc đã thực hiện một chuyến lưu diễn toàn quốc đến hầu hết các thành phố trung tâm trên khắp các tỉnh của Ukraina (trừ Krym, Donetsk và Luhansk). Trong chuyến lưu diễn, đội hình của ban nhạc có sự thay đổi khi nghệ sĩ chơi nhạc cụ gõ Olena Davydenko được thay thế bằng Ihor Dziykovskyi.
Vào ngày 14 tháng 1 năm 2019, "Odyn v kanoe" đã phát hành video clip đầu tiên sau 9 năm cho ca khúc "U mene nemaie domu".
Vào ngày 6 tháng 6 năm 2021, ban nhạc tiếp tục phát hành album thứ hai cùng tên với 12 bài hát, gồm có các đĩa đơn "Icons" và "I have no home".